# Старий Кизил-Яр
Старий Кизи́л-Яр (рос. Старый Кызыл-Яр, башк. Иҫке Ҡыҙылъяр) — присілок у складі Татишлинського району Башкортостану, Росія. Входить до складу Нижньобалтачевської сільської ради.
Населення — 201 особа (2010; 211 у 2002).
Національний склад:
- удмурти — 97 %